# Prix Atos - Joseph Fourier
Le prix Atos - Joseph Fourier (anciennement prix Bull - Joseph Fourier) vise à récompenser une équipe ou une personne pour leurs travaux de recherches innovants en matière de technique numérique. 
Il a été lancé pour la première fois en 2009 par Bull en coopération avec GENCI. L'édition de 2018 marque le 250e anniversaire de la naissance de Joseph Fourier, physicien et mathématicien français de la fin du XVIIIe siècle, dont les recherches sont à l'origine de nombreuses techniques utilisées aujourd'hui quotidiennement.

## Origine et fonctionnement

### Partenariat Atos et GENCI
Atos, leader européen en matière de services informatiques s'associe à GENCI pour ce prix. GENCI, Grand Equipement National de Calcul Intensif, est une société civile détenue à 49 % par l’État représenté par le Ministère de la Recherche et l’Enseignement Supérieur, 20 % par le CEA, 20 % par le CNRS, 10 % par les Universités et par l’INRIA. Ce partenariat permet de faire le lien entre les mondes de l'entreprise et de la recherche, qui travaillent ensemble pour contribuer à développer un large écosystème associant centres de calcul, laboratoires de recherche et industriels européens. 

### Prix
La compétition est à destination de chercheurs confirmés, de haut niveau, spécialistes du HPC, travaillant dans des entités comme les grandes Universités scientifiques en France (Orsay, UPMC, Grenoble, Toulouse , etc.). Le premier prix est de 10 000 euros offert par Atos et le second prix est une dotation de temps machine offerte par GENCI. Les prix sont décernés par un jury avec une première sélection par un comité, tous deux constitués de personnalités indépendantes, appartenant au monde de la recherche et de l'industrie et reconnues pour leurs hautes compétences. 

### Thèmes du Prix
Chaque édition propose des sujets qui collent à l'actualité scientifique et technologique mondiale. En 2018, trois thèmes ont été mis en avant: HPC, Intelligence Artificielle et Informatique Quantique. 

## Liste des lauréats
|      | Lauréats                                                                                | Pays   | Domaine                                        |
| ---- | --------------------------------------------------------------------------------------- | ------ | ---------------------------------------------- |
| 2009 | Luigi Genovese                                                                          | France | Modélisation moléculaire                       |
| 2010 | Dimitri Komatitsck                                                                      | France | Sismique                                       |
| 2011 | Julien Bohbot                                                                           | France | Combustion automobile                          |
| 2012 | Jean-Michel Alimi                                                                       | France | Astrophysique                                  |
| 2014 | Ivan Duchemin, Xavier Blase                                                             | France | Électronique organique (1er prix)              |
| 2014 | Jean-Baptiste Filippi, Frédéric Bosseur                                                 | France | Feux de forêt (2e prix)                        |
| 2015 | Frédéric Nataf, Victorita Dolean, Frédéric Hecht, Pierre Jolivet, Pierre-Henri Tournier | France | Santé                                          |
| 2018 | Igor Carron, Laurent Daudet, Florent Krzakala, Sylvain Gigan                            | France | Intelligence Artificielle (1er prix)           |
| 2018 | Stephan Clémençon                                                                       | France | Intelligence Artificielle (2e prix)            |
| 2018 | Jean-Philip Piquemal, Félix Aviat, Luc-Henri Jolly, Louis Lagardère, Yvon Maday         | France | Simulation Numérique (1er prix)                |
| 2018 | Ludovic Berthier                                                                        | France | Simulation Numérique (2e prix)                 |
| 2018 | Jean-Charles Faugère, Ludovic Perret                                                    | France | Informatique Quantique                         |
| 2019 | Ellie Hachem                                                                            | France | Simulation Numérique (1er prix)                |
| 2019 | Dominique Aubert                                                                        | France | Simulation Numérique (2e prix)                 |
| 2019 | Pierre Yves Oudeyer                                                                     | France | Intelligence Artificielle (1er prix)           |
| 2019 | Filippo Vicentini, Alberto Biella                                                       | France | Intelligence Artificielle (prix spécial GENCI) |